# Pink Diary
 (juin 2019).
Si vous disposez d'ouvrages ou d'articles de référence ou si vous connaissez des sites web de qualité traitant du thème abordé ici, merci de compléter l'article en donnant les références utiles à sa vérifiabilité et en les liant à la section « Notes et références ».
Pink Diary est une série de bande dessinée, reprenant les codes du shōjo manga, créée par Jenny. La série est finie en huit tomes publiés de 2006 à 2008 par Delcourt. Elle est rééditée en 2018 en édition double. 

## Synopsis
Kiyoko Tominari, 16 ans, apprend que son ancien ami Tommy et sa petite amie Sachiko vont étudier dans son lycée. Elle qui avait coupé les ponts avec lui après une déclaration amoureuse maladroite, décide d'écrire à nouveau dans son journal intime d'enfant pour y exprimer sa peine et sa colère, 4 ans après. Mais Kiyoko, qui s'imagine que rien ne peut être pire que partager le lycée avec les deux personnes qu'elle abhorre le plus au monde, n'est pas au bout de ses peines.

### Personnages
Kiyoko Tominari : Âgée de 16 ans, elle est la sœur jumelle de Kenji Tominari. Ancienne amie de Tommy Hiromoto, elle était profondément amoureuse de lui il y a 4 ans et lui a fait une déclaration maladroite, que Tommy n'a pas comprise. Elle l'a ensuite aperçu avec la Petite Fille de la Plage, et s'est sentie trahie. Elle tombe amoureuse de Sei Fujihara.
Kenji Tominari : Il est le frère jumeau de Kiyoko et étudie dans le même lycée que sa sœur et les autres. Il tombe amoureux de Sachiko petit à petit, et sera le premier à découvrir sa maladie. Il souffre de ne plus comprendre sa sœur et ses choix, et de ne plus avoir de lien fusionnel avec elle depuis quelques années.
Tommy Hiromoto : C'est le meilleur ami de Kenji et le petit ami de Sachiko. Il était autrefois ami avec Kiyoko, mais celle-ci a soudainement arrêté de lui parler il y a 4 ans, sans qu'il ne comprenne la raison. Il sera pris pour cible par Akemi, qui l'obligera à rompre avec Sachiko et à sortir avec elle à la place. C'est avec dégoût qu'il lui obéira.
Sachiko Matsushida : C'est la Petite Fille de la Plage. Rencontrée il y a 4 ans par Kenji, Kiyoko et Tommy, elle est tombée amoureuse de ce dernier ce jour-là. Petite amie de Tommy au début du récit, elle sera la bête noire d'Akemi qui se l'accaparera. Elle tombera ensuite dans une forme d'anorexie grave, et sera hospitalisée.
 Akemi Hanajima : C'est une camarade des autres personnages, elle tombe amoureuse de Tommy dès le premier jour et décide qu'elle sortira avec lui. Elle n'hésitera pas à maltraiter Sachiko pour parvenir à ses fins, forçant Tommy à céder sous ses menaces. Elle cache un mal-être énorme sous ses airs sûr d'elle, et découvrira la véritable identité de Yuki.
Sei Fujihara : C'est un jeune photographe de 21 ans, il sauve Kenji et Kiyoko d'une agression menée par Akemi. Véritable surdoué, il obtient son bac à 14 ans mais manque de confiance en lui, car il n'a jamais eu de relation amoureuse. Il vit avec sa colocataire Sofia, et est le frère de Yuki. Il tombe amoureux de Kiyoko.
Yuki Furisawa : Il est d'abord présenté comme la meilleure amie d'Akemi, qu'il suit partout. On découvrira par la suite son lien de parenté avec Sei et le complexe qu'il ressent en face de son génie. Tombé amoureux d'Akemi, il n'a trouvé d'autres moyens que de se travestir pour se rapprocher d'elle.
Sofia : C'est une mannequin et aussi la colocataire de Sei, avec qui elle s'entend très bien. De nature empathique, elle aidera Kiyoko à se déclarer. Atteinte d'une grave maladie du cœur, elle attend une opération qui lui permettrait de guérir. Elle est en couple avec Laurent, avec qui elle aura une fille, Lou.
Laurent : C'est le compagnon de Sofia, et le père de sa fille, Lou. Il n'apparaît qu'à de brèves occasions.
Lou : C'est la fille de Sofia et Laurent. Son existence est mentionnée à la fin du tome 8, dans une lettre que Kiyoko écrit à Sofia.

## Albums
- Jenny, Pink Diary, vol. 1, Delcourt, 19 avril 2006, 188 p. (ISBN 2-7560-0068-X)
- Jenny, Pink Diary, vol. 2, Delcourt, 23 août 2006, 177 p. (ISBN 2-7560-0238-0)
- Jenny, Pink Diary, vol. 3, Delcourt, 25 octobre 2006, 181 p. (ISBN 2-7560-0333-6)
- Jenny, Pink Diary, vol. 4, Delcourt, 24 janvier 2007, 195 p. (ISBN 978-2-7560-0615-4, BNF 40972828)
- Jenny, Pink Diary, vol. 5, Delcourt, 16 mai 2007, 182 p. (ISBN 9782756006161)
- Jenny, Pink Diary, vol. 6, Delcourt, 22 août 2007, 181 p. (ISBN 9782756006178)
- Jenny, Pink Diary, vol. 7, Delcourt, 3 décembre 2007, 178 p. (ISBN 9782756008691)
- Jenny, Pink Diary, vol. 8, Delcourt, 14 mai 2008, 181 p. (ISBN 9782756008707)

## Éditeur
- Delcourt : Tomes 1 à 8 (première édition des tomes 1 à 8).